# Nymphula infimalis
Nymphula infimalis là một loài bướm đêm trong họ Crambidae.